# Settimia Caccini
Settimia Caccini (6 d'octubre del 1591 - c. 1660, Florència) fou una soprano i compositora italiana, filla menor del compositor Giulio Caccini i germana dels també cantants Francesca Caccini i Pompeo Caccini. Valorada en el seu temps més per la seva habilitat vocal que per la seva activitat compositiva, cantà a les millors corts d'Itàlia. Les seves composicions són representatives de l'ària italiana de principis del segle xvii.

## Biografia
Settimia era filla Lucia Gagnolanti, cantant i segona esposa de Giulio Caccini, pioner en la recuperació del drama musical grec. Pells coneixements musicals transmesos pel seu pare i l'entorn musical en què es crià conduïren Settimia a desenvolupar el seu talent musical des de molt jove. Giulio albergà i formà nombrosos cantants, alguns dels quals castrati, per a la cort dels Mèdici on treballava, i allà entrà en contacte amb el Concerto delle done, grup de dones cantants professionals al servei de Ferrara, que foren un incentiu per a l'ensenyament de les seves filles.
Així, Settimia i Francesca formaren Il Concerto Caccini i interpretaren algunes òperes de son pare, com Il rapimento di Cefalo (1600) durant les noces de Maria de Mèdici i Enric IV de França. Dos anys després, amb només onze anys, cantà a l'Euridice del pare, amb llibret d'Ottavio Rinuccini. D'aquesta manera, es desenvolupà en el si de la família amb viatges a París, Mòdena i Torí, cantant per a Maria de Mèdici i Enric IV (1604-1605), en el carnaval i les festivitats de Setmana Santa de la cort de Florència, en els intermezzi d'Il giudizio di Paride (1608) de Michelangelo Buonarroti el Jove i a les Mascherate delle ninfe della Senna (1610-1611), representació de carnaval per a la qual va compondre la seva part.
S'han de tenir en consideració les condicions en què una dona del segle xvii podia dedicar-se a la música, tenir un ofici i formar part de la vida pública en general. Com explica S. Rose, el primer obstacle amb què es trobava una cantant era el fet que el públic associava representació pública amb disponibilitat sexual, atès que considerava que hi oferia el seu cos. Per això, normalment, les dones que es dedicaven a la música ho feien sota la protecció d'una institució, d'un patró o, com en aquest cas, d'un pare musical. En el context cortesà, moltes filles de músics van poder tenir les mateixes oportunitats per formar-se i actuar que els fills, però sovint només podien mantenir-se a la cort a través del matrimoni amb un altre músic.
El 1608 la cort de Màntua oferí a Settimia una posició com a cantant amb la condició de contraure matrimoni. Giulio Caccini desestimà l'oferta, com també desestimà una altra oferta similar el 1609 provinent d'Enzo Bentivoglio, de Roma. Finalment, el 1609 es casà amb el cantant i compositor lucà Alessandro Ghivazzani i la parella quedà al servei de la cort dels Mèdici fins que se'n va anar cap a Lucca l'octubre del 1611.
Settimia aconseguí ser una de les cantants més ben pagades al servei del duc Ferran I Gonzaga a Màntua (1613-1620) i posteriorment cantà pel cardenal Odoard Farnese a Parma (1622), on interpretà el paper de Dido en un intermezzo de Monteverdi i les àries d'Aurora en el torneig Mercurio e Marte del mateix compositor que se celebrà en la festa de noces d'Odoard Farnese (nebot del cardenal) i Margarida de Mèdici (1628). Precisament allà, la cantat fou elogiada per Monteverdi per les seves «gràcia sobrehumana i veu angelical».
Després de la mort de Ghivanazzi el 1632, tornà al servei dels Mèdici, on el 1637 cantà Le nozze degli dei de Giovanni Carlo Coppola. Romangué a Florència fins a la seva mort. La seva data de mort és incerta, atès que trobem escrit el nom Settimia Ghivanazzi en documents datats del 1660, però, segons el costum d'agafar la dona el cognom del marit, podria tractar-se o bé de la cantant o bé d'una possible filla del matrimoni. No obstant això, publicacions de prestigi com el New Grove Dictionary of Music and Musicians i l'Encyclopaedia Britannica han considerat que el nom de Settimia Ghivanazzi correspon realment a Settimia Caccini, per la qual cosa la cantant hauria mort en algun moment posterior a aquesta data.

## Obra compositiva
Tot i que va començar a compondre de jove, Settimia Caccini no veié cap de les seves obres publicades en solitari. Les seves partitures del carnaval Mascherate delle ninfe della Senna s'han perdut. De les set obres conservades que se li atribueixen, compilades a Florència en dos manuscrits, quatre apareixen en una de les dues fonts com a anònimes o sota el nom de Ghivazzani o de Nicola Parma. El fet de compartir ofici i mecenes amb el seu marit comportà la falta de visibilitat de Settimia com a compositora, tot i que fos molt valorada com a intèrpret.
Les obres conservades són vuit àries estròfiques per a veu sola i continu, amb melodies expressives sobre textos de temàtica amorosa. Es caracteritzen per cromatismes efímers que suggereixen els afectes del text, el joc rítmic entre la línia vocal i el continu i el moviment tonal al baix. A més, segons R. Cypess, l'ús freqüent de ritmes de dansa i l'hemiòlia contribueixen a la fluïdesa melòdica.
Segons S. G. Cusick, les composicions de Settimia es distingeixen de les de la seva germana Francesca pel fet que, en comptes d'explotar els passaggi amb floritures no escrites, requereixen una habilitat per llegir les notes ràpides plasmades sobre el moviment seqüencial dels baixos, segons les regles d'ornamentació establertes per son pare a Le Nuove Musice (1602).
Les obres que pertanyen sens dubte a Settimia Caccini són:
- Cantan gl'augelli innamorati
- Gia sperai, non spero hor più
- Si mei tormenti

La seva autoria és incerta en els casos de:
- Due luci ridenti, atribuïda també a Ghivazzani
- Gioite al mio gioir, que apareix també com a anònima
- Io già ti fu fedele, que apareix també com a anònima
- Lascerò di seguir, atribuïda també a Parma.[5]